# ガラン (化合物)
ガラン（gallane）あるいは水素化ガリウムは、ガリウムの水素化物で、化学式GaH3で表される物質である。ジボランと同様に二量体のジガラン（digallane、Ga2H6）として存在する。
1989年に報告された純粋なジガランの最終的な調製は、「tour de force（力作）」と称賛された。ジガランは1941年にはWibergによって報告されていた。しかしながら、この結果はGreenwoodらによって後に確認することができなかった。

## 調製
純粋なジガランの合成の成功には2段階の方法が鍵となった。初めに二量体モノクロロガラン (H2GaCl)2（架橋塩素原子を含む、ゆえに(H2Ga(μ-Cl))2と現わされる）が、Me3SiHを用いた三塩化ガリウムGaCl3の水素化によって調製される。この段階に続いて、無溶媒、−23 °CでLiGaH4を用いて還元を行い、ジガランGa2H6が低収率で得られる。
{\displaystyle {\ce {Ga2Cl6\ + 4 Me3SiH -> (H2GaCl)2\ + 4 Me3SiCl}}}
{\displaystyle {\ce {{\frac {1}{2}}(H2GaCl)2\ + LiGaH4 -> Ga2H6\ + LiCl}}}
ジガランは揮発性であり、−50 °Cで白色固体に凝結する。

## 構造および結合
255 Kにおけるジガラン蒸気の電子回折測定によって、ジガランが2つの架橋水素原子（いわゆる三中心二電子結合）を持つジボランと構造的に似ていることが証明された。末端Ga—H結合長は152 pm、Ga—H架橋は171 pm、Ga—H—Ga角は98°である。Ga—Ga距離は258 pmである。ジガランのトルエン溶液の1H NMRスペクトルは末端と架橋水素結合に帰属される2つのピークを示す。
固体状態では、ジガランはポリマーあるいはオリゴマー構造をとっているように見える。振動スペクトルは四量体（すなわち (GaH3)4）と一致する。振動データは末端ヒドリド配位子の存在を示している。対照的に、α-アラン（高融点で相対的に安定なポリマー型水素化アルミニウム。アルミニウム中心は6配位型）中の水素原子は全て架橋している。

## 反応
ジガランは常温で分解する。
{\displaystyle {\ce {Ga2H6 -> 2Ga\ + 3 H2}}}
ルイス塩基との反応はジボランの場合と似ているが、ガリウムはより大きいため2:1の付加体を形成することができる。ゆえに、トリメチルアミンとは1:1および2:1の付加体（すなわちMe3N·GaH3ならびに (Me3N)2·GaH3）を形成する。ホスフィンとは1:1の付加体H3P·GaH3を形成する。